# Station Radom Krychnowice
Station Radom Krychnowice is een spoorwegstation in de Poolse plaats Radom.